# RTV Hattem
RTV Hattem is een lokaleomroepstichting voor radio en televisie voor de gemeente Hattem.

## Geschiedenis
Radio Hattem begon op 27 april 1996 met uitzenden. De uitzendfrequentie van Radio Hattem is 106,1 FM. Daarnaast is het station te ontvangen via de lokale kabel en via internet. TV Hattem is sinds 9 september 2005 actief. Het half uur durende Hattem Journaal, wordt iedere week op vrijdagmiddag om 15.00 uur uitgezonden en een week lang herhaald.